# Pontiac G3
O Pontiac G3 é uma releitura do Chevrolet Aveo na América do Norte.